# Alte Kirche (Coswig)

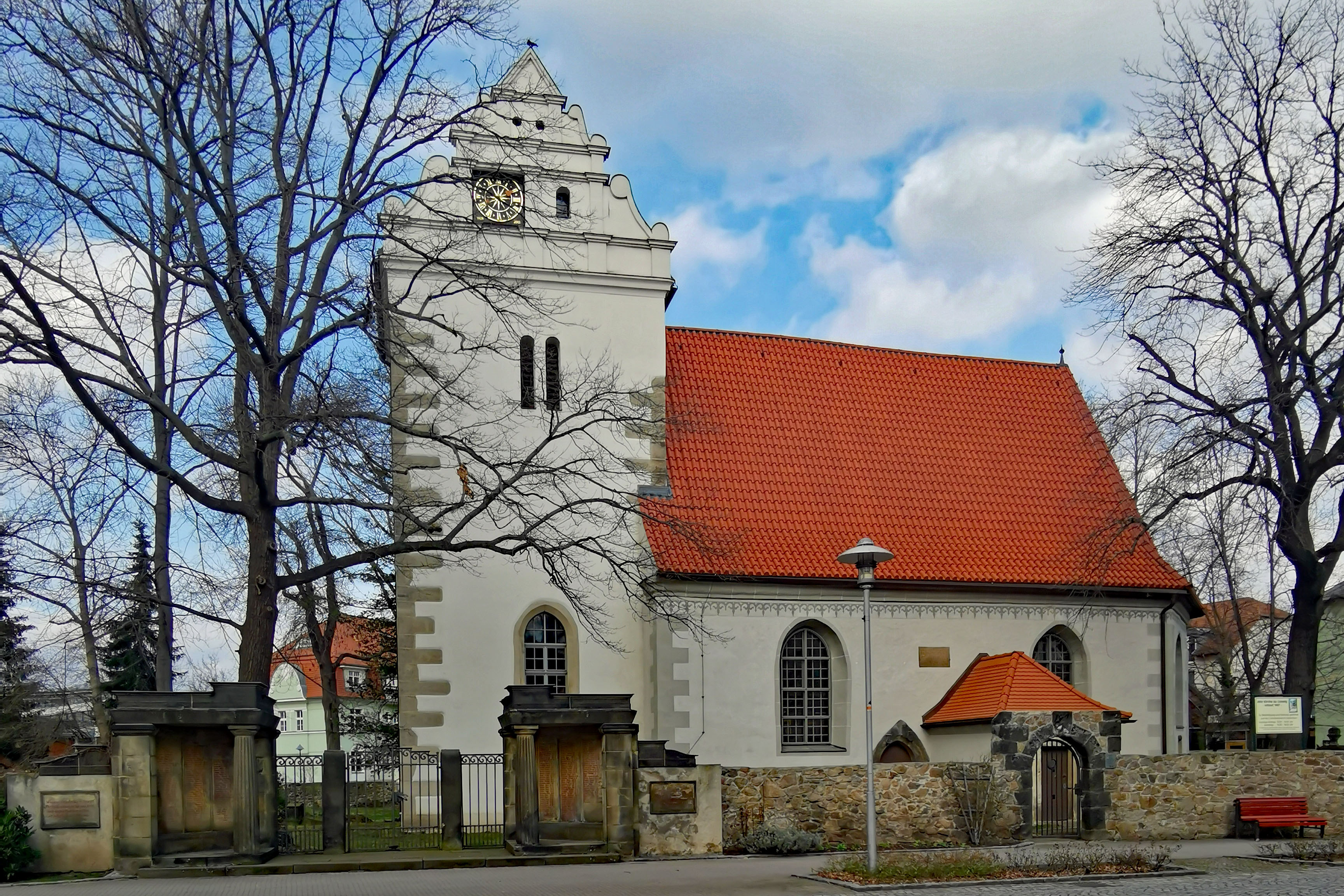
Alte Kirche (Coswig)

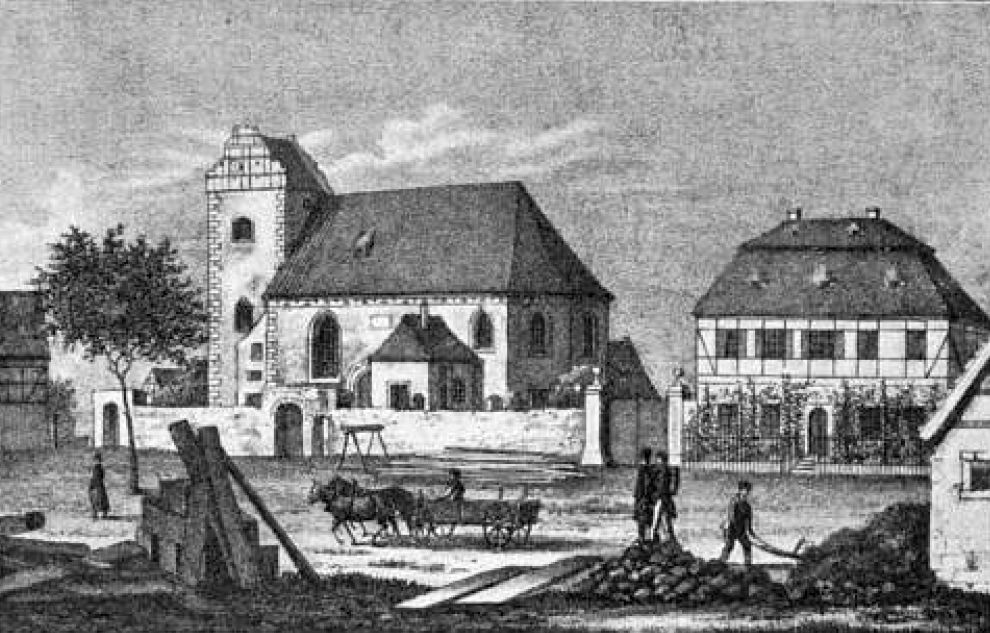
Kirche und Umgebung um 1840

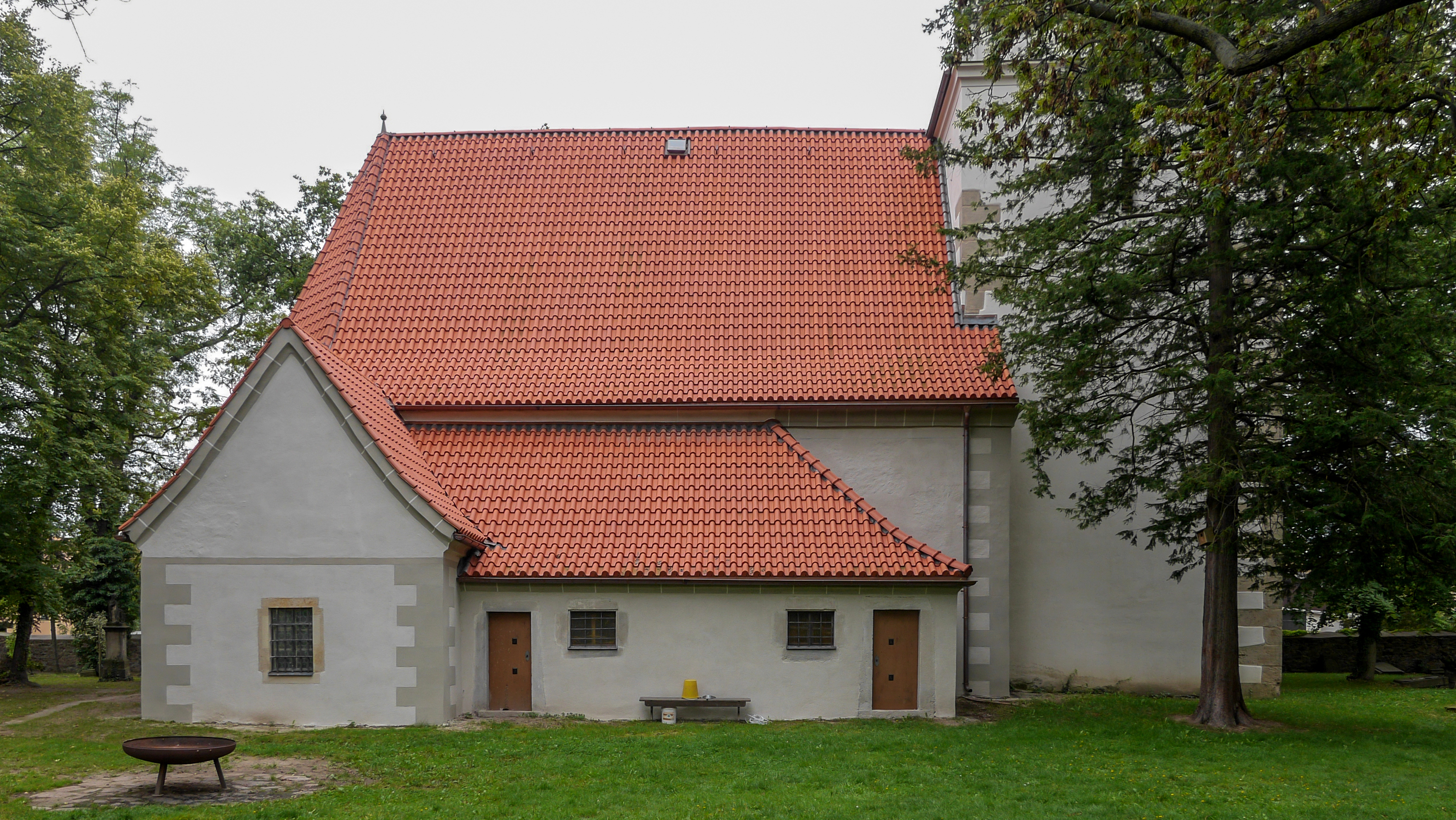
Nordseite

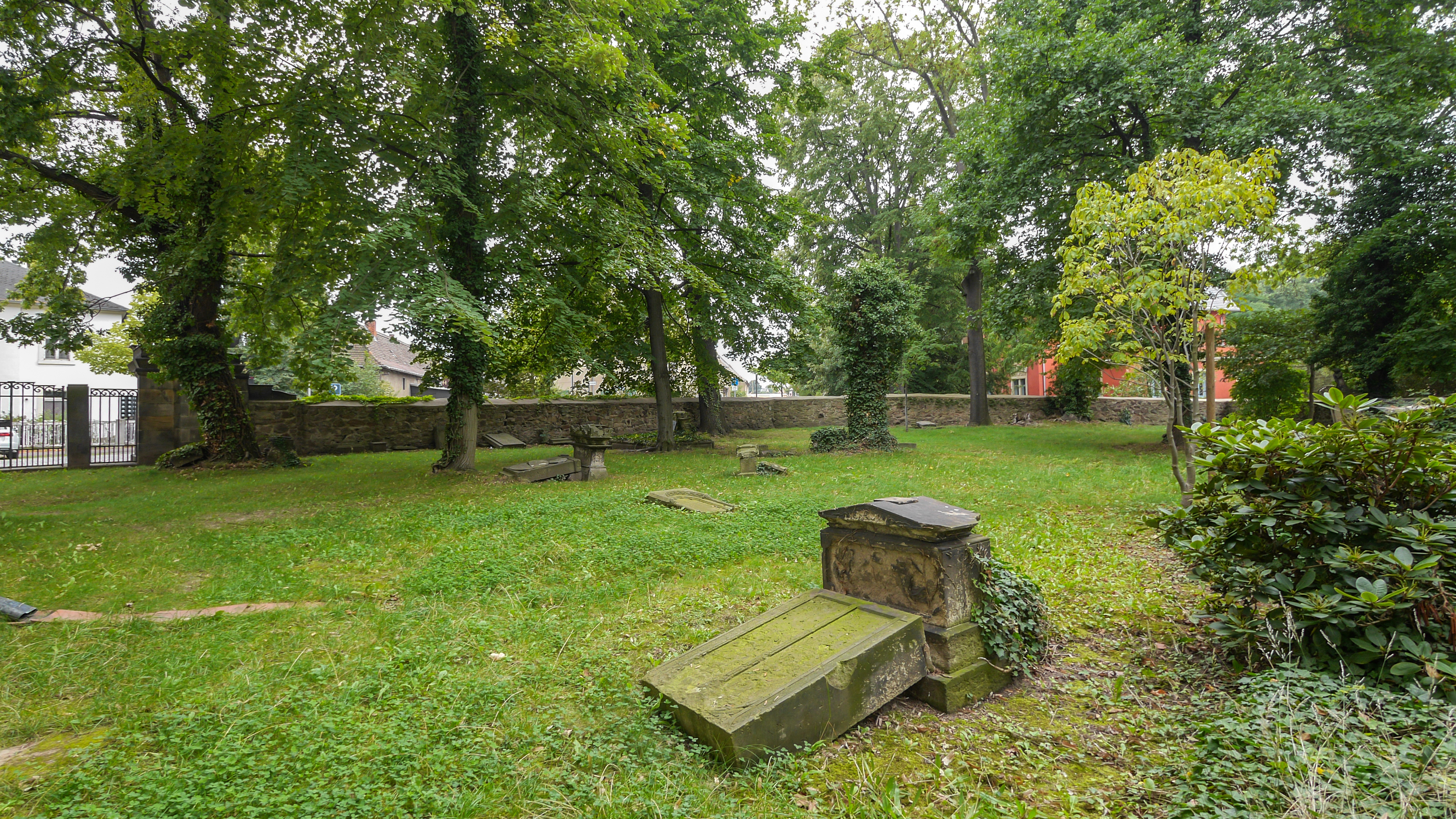
Gartendenkmal mit altem Baumbestand sowie die Einfriedung des Kirchhofs

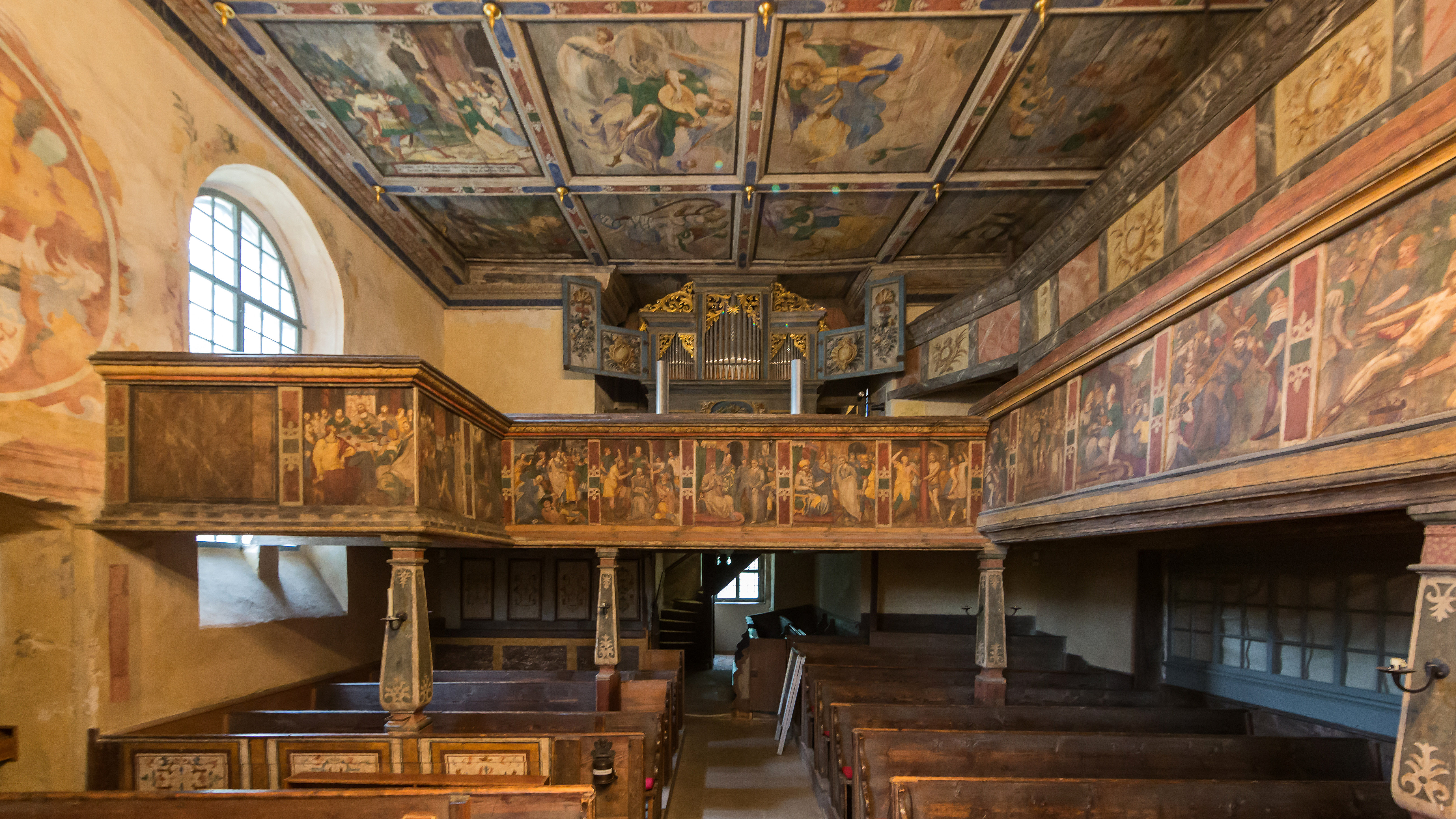
Innenansicht nach Westen

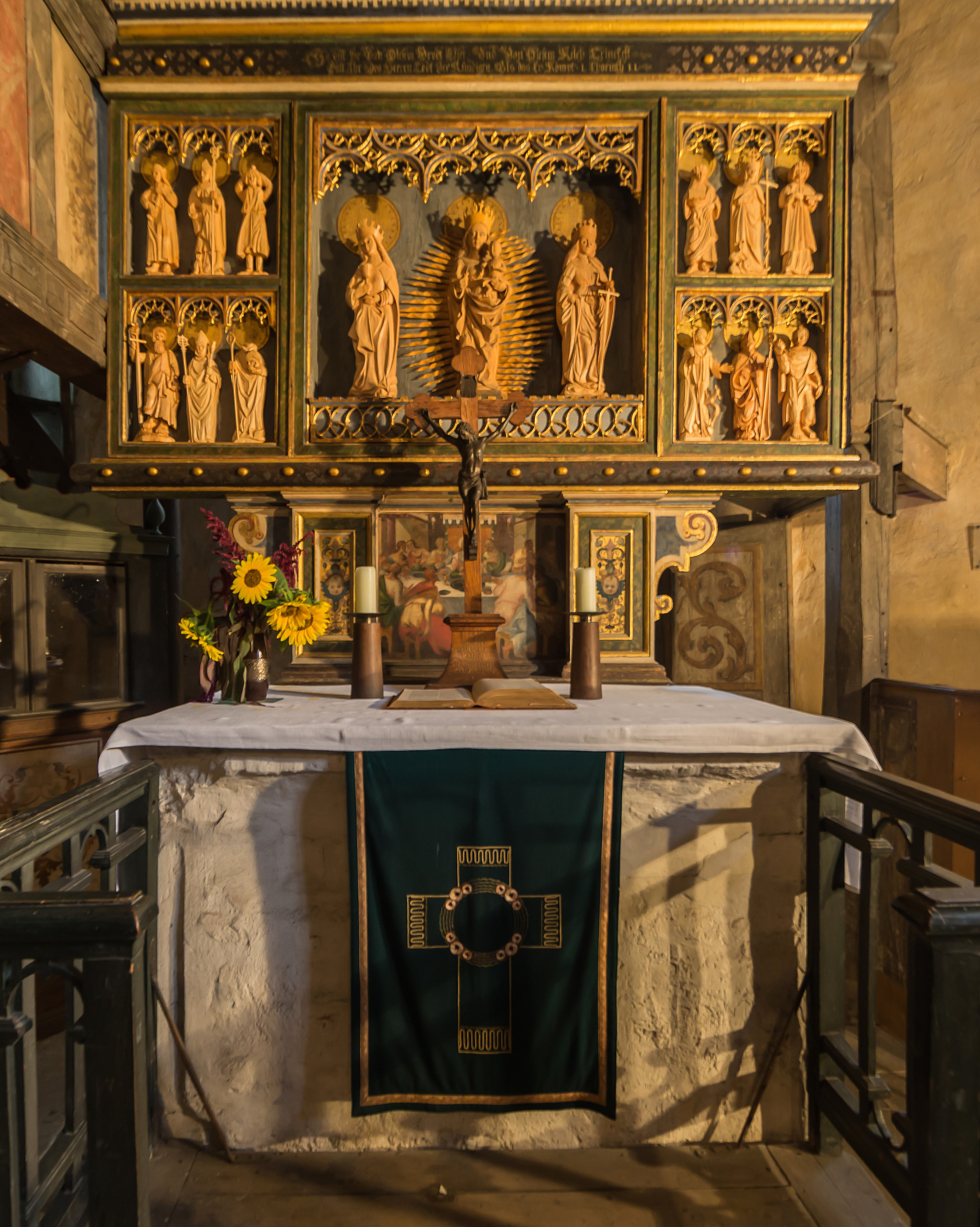
Altar

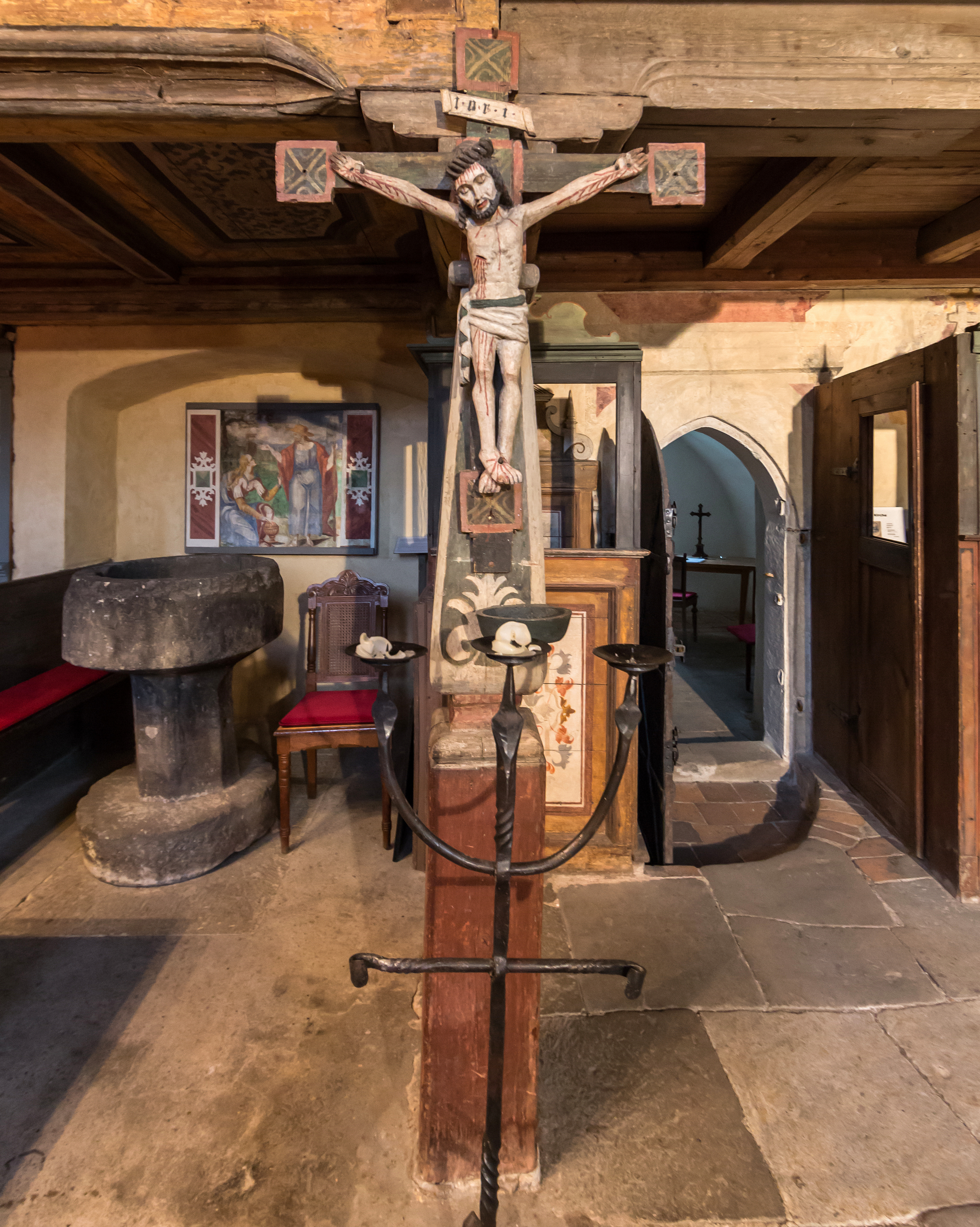
Taufstein und Sakristeieingang

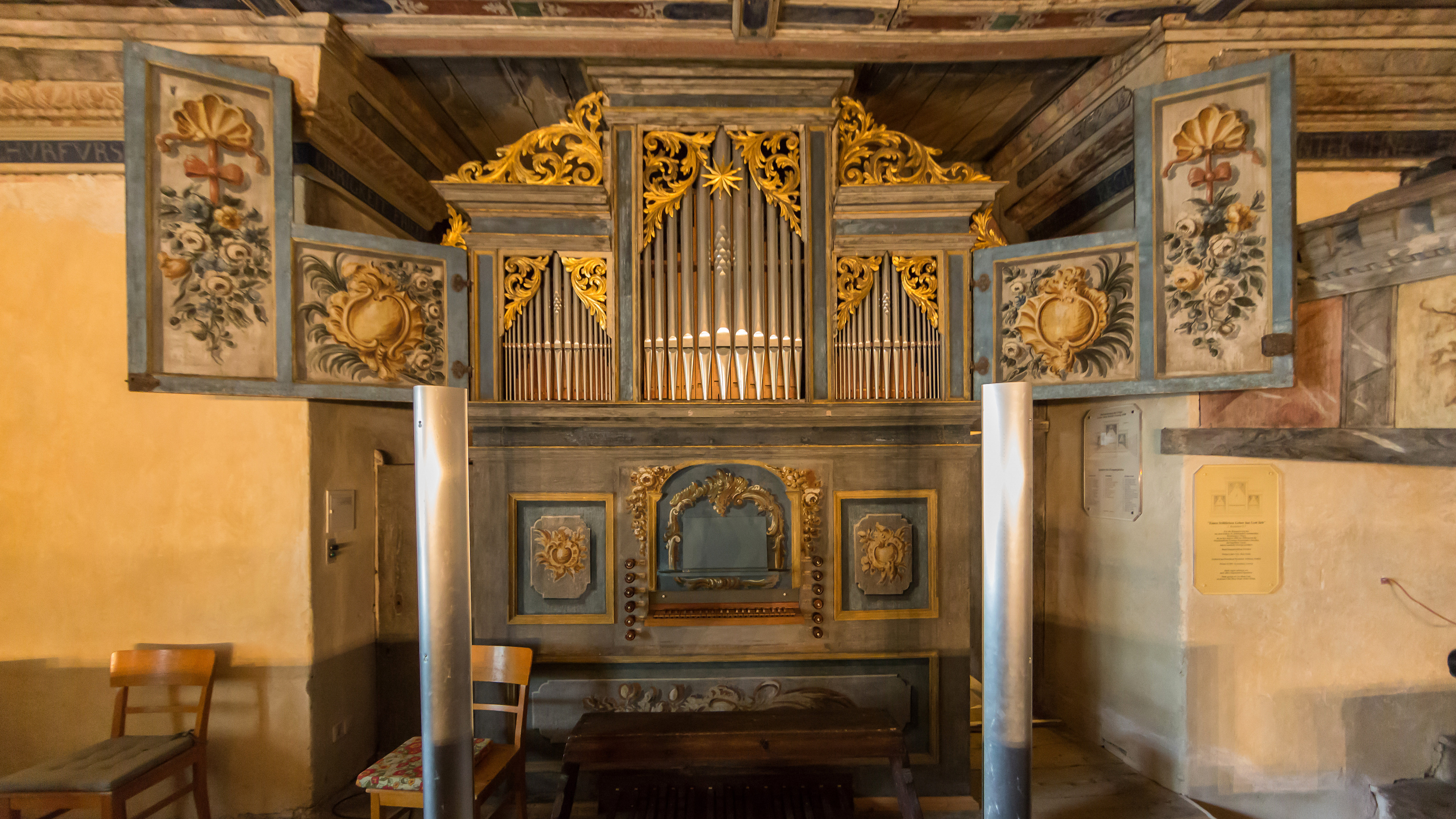
Orgel

Die evangelische Alte Kirche ist eine Saalkirche aus spätgotischer Zeit in Coswig im sächsischen Landkreis Meißen. Sie gehört zur Evangelischen Kirchengemeinde Coswig im Kirchenbezirk Meißen der Evangelisch-Lutherischen Landeskirche Sachsens.
Die denkmalpflegerische Sachgesamtheit Alte Kirche Coswig am Ravensburger Platz weist mehrere Einzeldenkmale auf: Kirche (einschließlich Ausstattung), dazu Kriegerdenkmal am Kirchhof, einige Grabsteine und Einfriedung des Kirchhofs sowie Kirchhof mit altem Baumbestand (Gartendenkmal). Die Kirche ist ein „bemerkenswertes Zeugnis der Kirchenbaukunst vom späten Mittelalter bis in das 18. Jahrhundert, baugeschichtlich, stadtentwicklungsgeschichtlich sowie künstlerisch wertvoll, außerdem von singulärer Bedeutung für [die] Ortsgeschichte“.

## Geschichte
Die reich ausgestattete Saalkirche mit voluminösem Turm wurde 1497 erbaut, gefördert von Nickel Karras, dem Lehensträger des Meißner Bischofs, auf dessen nordwestlich der Kirche gelegenen ehemaligen Gutshof Karrasburg. Im Jahr 1611 wurden Kirche und Turm erhöht und die Ziergiebel am Turm, die Dächer, die Saaldecke, die Emporen und das Gestühl hinzugefügt. Im Jahr 1735 wurde wegen Raummangels ein Teil der Westwand des Schiffs herausgebrochen und der Orgelplatz in das Turmgeschoss verlegt; aus demselben Grund wurden im 18. Jahrhundert Betstuben angebaut. 1981 wurden die spätgotischen Altarfiguren gestohlen. Im Jahr 1991 wurde das Innere restauriert.

## Architektur

### Äußeres
Die Kirche ist ein Putzbau mit dreiseitigem Schluss und einem Satteldach. Der nachgotische Trauffries und die Eckenquaderungen stammen von 1611, gleichzeitig wurden die breiten nachgotischen Spitzbogenfenster mit Mittelpfosten eingebaut. Am spitzbogigen spätgotischen Südportal aus Sandstein sind die Beschläge erhalten, an dessen Bogen die Wappen derer von Pöllnitz und von Karras, außerdem eine Inschrift mit Angabe des Stifters „Nikkel Karis“ und der Jahreszahl 1497.
An der Südseite ist eine Inschrifttafel aus Sandstein angebracht, auf der an die Kirchenerhöhung erinnert und die Traufhöhe des ursprünglichen Bauwerks angezeigt wird. An der Nordseite des Chores ist die Sakristei angebaut, nach Westen schließen sich zwei Betstuben mit Walmdach an den Saal an, eine gleichartige Betstube ist an der Südseite zu finden.
Der Westturm mit einem spätgotischen Portal ist über quadratischem Grundriss erbaut, weist ein Glockengeschoss mit schmalen doppelten Rundbogenfenstern auf und wird durch ein Satteldach mit Ziergiebeln abgeschlossen, die durch gemauerte und verputzte Pilaster und Gesimse in vier Zonen gegliedert sind und oben jeweils mit einem Dreiecksgiebel bekrönt werden.

### Inneres
Das Innere wird durch die reiche, malerische, teils volkstümliche Ausgestaltung von 1611 bis zum späten 18. Jahrhundert unter Einbeziehung eines spätgotischen Flügelaltars geprägt. Die Kassettendecke ist in Kalk-Kaseintechnik mit aus Nischen hervortretenden Apostelfiguren bemalt. Über dem Altar sind schwebende Engel mit Schriftbändern und Notenblättern dargestellt, über der Orgel Engel mit Musikinstrumenten; das Mittelbild in der Größe von vier Feldern zeigt die Auferstehung der Toten. In weiteren Kassetten über dem Chor sind die Verkündigung an Maria, ein kursächsisches Wappen sowie eine Raute dargestellt, über der Orgel König David, Jephta mit seinen Kriegern, ein Engel und Gottvater auf seinem Thron. Die Deckenleisten sind mit farbigen Ornamenten bemalt; an ihren Kreuzungspunkten hängen vergoldete Zapfen herab. Am Gesims, welches an der Wand herumläuft, ist eine lange Inschrift zu sehen.
Die zweigeschossigen Emporen sind an der Nordseite angebracht; die untere umläuft das Schiff nach Westen bis zur Südseite bis zum ersten Fenster von Westen. Die obere Empore, die 1735 an die heutige Position versetzt wurde, ist an der Brüstung abwechselnd mit Marmorierungen und Kartuschen bemalt. Die untere Empore wurde 1735 mit barocken Holzstützen und profilierten Fuß- und Brüstungsbalken erneuert. Die Brüstungsfelder stammen von 1611 und wurden damals mit einem Passionszyklus bemalt, der mit dem Abendmahl an der Südseite beginnt und mit der Auferstehung Christi im Ostteil der unteren Nordempore endet. Dieser Zyklus wurde offenbar vom selben Meister in Kalk-Kaseintechnik ausgeführt, der auch die Decke bemalte. Das ikonographische Programm der Passion ist inhaltlich verbunden mit der Auferstehung im Mittelfeld der Decke, die von Aposteln und Engeln bezeugt wird.
Das bemalte Gestühl mit profilierten Wappen wurde teilweise im 19. Jahrhundert verändert. Im Chor sind schrankartige Betstuben mit floraler Bemalung angebracht.
Von der Wandmalerei sind Reste floral-ornamentaler Rahmung der Fenster erhalten, außerdem ein großes sächsisches Gesamtwappen von 1611 an der Südwand, daneben ist über der Betstube ein weiteres Wappen angebracht, das mit G R (vermutlich Georg Rühle) bezeichnet ist. An der Chornordseite ist ein Sakramentshaus mit ornamentaler Rahmung erhalten. Die Sakristei ist mit einem Spitzbogen-Tonnengewölbe abgeschlossen, die Sakristeitür im spätgotischen Gewände ist mit geschmiedeten Bändern versehen und wird durch acht Schlösser gesichert.

## Ausstattung
Der Altar ist eine seltene Verbindung zwischen dem um 1497 aufgestellten spätgotischen Flügelaltar und einem Altarauszug in Renaissanceformen von 1611. Der farbig und golden gefasste Schrein und sein völlig geöffnetes Flügelpaar werden von einem Gesims überfangen, welches den Auszug trägt. An der Predella ist eine Abendmahlsdarstellung von dem Maler zu sehen, der die Deckenbemalung angefertigt hat. Der Schrein ist mit geschnitzten, vergoldeten Maßwerkvorhängen und -galerien versehen; die drei ursprünglichen Schnitzfiguren Maria, Barbara und Katharina im Schrein sind verloren und wurden durch Nachbildungen ersetzt, ebenfalls die in den zweizonigen, mit Maßwerk verzierten Flügeln in Dreiergruppen angeordneten zwölf weiteren Heiligenfiguren dieses ursprünglichen Vierzehn-Nothelfer-Altars. Im Auszug ist zwischen Pilastern ein Gemälde mit der Taufe Christi zu sehen, auf dem bekrönenden Postament mit seitlichen Volutenanläufen ein Pelikan als Symbol.
Die gefasste Holzkanzel mit der Jahreszahl 1612 ist am säulengetragenen, achteckigen Korb mit toskanischen Säulchen und gemalten Darstellungen der Evangelisten versehen.
Die monumentale Taufe ist vermutlich spätromanischen Ursprungs; die 1718 geschaffene Taufe wurde in die neue Stadtkirche St. Peter und Paul am Ort übertragen. Im Chor ist ein spätgotisches Kruzifix vom Ende des 15. Jahrhunderts angebracht.

## Orgel
Die Orgel mit einem schrankartigen zweitürigen Prospekt ist ein Werk von Gottfried Fritzsche oder Tobias Weller und stammt vermutlich aus dem Jahr 1615 oder 1624. Sie hat neun Register auf einem Manual und Pedal, das bei einer Überholung um 1735 vermutlich durch Johann Ernst Hähnel die heutige Disposition erhielt. Im Jahr 1839 erfolgte eine umfangreiche Reparatur durch Friedrich Gotthelf Pfützner. Bei der Erweiterung 1735 wurde die Decke über dem Prospekt angehoben. Das vergoldete Rankenwerk am oberen Teil des Prospekts stammt von 1735; der Prospekt ist in Grau und Weiß gehalten und mit blauen Füllungen und Feldern mit Rokokokartuschen, Blüten und Palmenzweigen von 1760/1770 versehen. Die Orgel wurde 1990–1998 durch Kristian Wegscheider nach Originaldisposition restauriert. Am unteren Ende der Klaviaturen befindet sich eine Kurze Oktave, womit die untersten vier Halbtöne nicht verfügbar sind und die Tonfolge erst ab der Taste A chromatisch ist. Ausgehend von den Lagebeziehungen heute üblicher Klaviaturen kann die Taste am tiefen Ende einem E zugeordnet werden, die bei diesem Instrument aber den Ton C erklingen lässt. Die Disposition lautet:
| Hauptwerk CDEFGA–c3 |       |               |
| Principal           | 4′    | Zinn          |
| Flaut major         | 8′    | Holz, gedackt |
| Flaut minor         | 4′    | Holz, gedackt |
| Oktava              | 2′    | Zinn          |
| Tertia              |       | Zinn          |
| Quinta              | 1 ⁄2′ | Zinn          |
| Sufflet             | 1′    | Zinn          |

| Pedal CDEFGA–c1 |     |               |
| Subbaß          | 16′ | Holz, gedackt |
| Violonbaß       | 8′  | Holz, gedackt |

- Koppeln: Pedal – Hauptwerk (ständig wirkend)
- Nebenregister und Spielhilfen: Stella (Cimbel), Tremulant.